# Michael Wurst
Michael Wurst (* 7. Januar 1975 in Bochum) ist ein deutscher Sänger und Stadionsprecher. 

## Werdegang
Von 1994 bis 2003 spielte Wurst in der Coverband seines Vaters und seines Onkels „The Tweens“. Er unterbrach sein Jura-Studium, um an dem Sat.1-Format Star Search teilzunehmen. Hier erreichte er den dritten Platz, nachdem er im Halbfinale dem späteren Gewinner Martin Kesici unterlegen war, und erhielt einen Plattenvertrag von Universal Music. Im Dezember 2003 veröffentlichte er seine erste Solosingle Are You Ready, offizieller Titelsong der Übertragungen der Spiele der UEFA Champions League 2003/04 auf Sat.1. Ebenfalls mit Sat.1 drehte er die 8-teilige Doku-Soap Familie Wurst über seine Familie. Außerdem mimte er den ungarischen Abwehrspieler Jenő Buzánszky im Film Das Wunder von Bern.
Ausschnitte aus dem ersten Solo-Album spielte er auf der Break-On-Through-Tour von Jeanette Biedermann zu Beginn des Jahres 2004. Hier trat Wurst im Vorprogramm auf. 2007 gründete er seine eigene Band „Kaminski“. Die Band hatte einen Plattenvertrag bei Universal und veröffentlichte 2007 ihre erste EP mit acht Songs.
Michael Wurst ist seit 2007 Stadionsprecher des VfL Bochum.
Im Herbst 2015 nahm er an der fünften Staffel von The Voice of Germany teil, wo er jedoch in den Blind-Auditions mit dem Revolverheld-Titel Spinner scheiterte.
In den Jahren 2016 und 2017 war Michael Wurst in zwei mehrteiligen Doku-Soaps über seine Familie im WDR Fernsehen und auf VOX zu sehen.
Heute ist Michael als Moderator tätig und wieder als Leadsänger der "Tweens" mit seinem Vater und seinem Onkel live in Deutschland unterwegs.

## Filmografie
- 2003: Das Wunder von Bern

## Diskografie
- 1998: Das Trainerlied (Single)
- 2003: All for Love (Single, mit Martin Kesici und Thomas Wohlfahrt)
- 2003: Are You Ready? (Single)
- 2004: Room to Move (Single)
- 2004: Weihnachten pur (Single, mit Wolf Codera)
- 2016: Schuhe in Größe 18 (Download)
- 2019: Halt mich (Download)

Samplerbeiträge
- 2003: Star Search - The Voices – Every Single Star (Single)
- 2003: Star Search - The Voices – The Album (Sampler)
- 2003: TV Allstars – Do They Know It’s Christmas? (Single)
- 2003: TV Allstars – The Ultimate Christmas Album (Sampler)
- 2005: Artists United – Brücken bau’n